# Partido de Olavarría
Partido de Olavarría är en kommun i Argentina.   Den ligger i provinsen Buenos Aires, i den centrala delen av landet, 300 km sydväst om huvudstaden Buenos Aires. Antalet invånare är 103 961.
Trakten runt Partido de Olavarría består i huvudsak av gräsmarker. Runt Partido de Olavarría är det glesbefolkat, med 14 invånare per kvadratkilometer.